# Торошковичи
Торо́шковичи — деревня в Дзержинском сельском поселении Лужского района Ленинградской области.

## История
В XV веке село Торошковичи с окрестными деревнями в которых числилось 23 крестьянских двора, принадлежало новгородскому посаднику Казимиру.
После образования Санкт-Петербургской губернии, село стало принадлежать одному из Сенявиных из рода известных флотоводцев-адмиралов XVIII века. На противоположном берегу Луги находилось имение Торошковичи-Тырково с Преображенской церковью, в ограде которой будет похоронен генерал-лейтенант Н. Н. Скобельцын.
Как село Торошково оно упоминается на карте Санкт-Петербургской губернии 1792 года Вильбрехта.
Когда дочь А. Н. Сенявина Екатерина вышла замуж за С. Р. Воронцова, село Торошковичи было дано ей в приданое. Позже оно перешло к их сыну графу М. С. Воронцову.

ТОРОШКОВИЧИ, СИНЯВИНО тож — село принадлежит графу Михайлу Воронцову, число жителей по ревизии: 256 м. п., 284 ж. п.;

В оном: Церковь деревянная во имя Воскресения Христова. (1838 год)

Оброк при Воронцове был в три раза меньше, чем у соседских помещиков. Когда село сгорело, в 1852 году граф прислал деньги на постройку новых домов.

ТОРОШКОВИЧИ — село князя Воронцова, по просёлочной дороге, число дворов — 72, число душ — 249. (1856 год)

ТОРОШКОВИЧИ (СИНЯВИНЫ, ВОРОНЦОВО) — село владельческое при реке Луга, число дворов — 90, число жителей: 246 м. п., 282 ж. п.; Церковь православная. (1862 год)

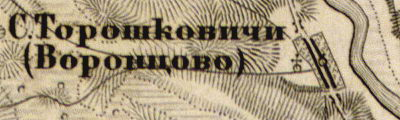
Село Торошковичи на карте 1863 года

В 1863 году временнообязанные крестьяне села выкупили свои земельные наделы у С. М. Воронцова и стали собственниками земли.
Сборник Центрального статистического комитета описывал село так:

ТОРОШКОВИЧИ — село бывшее владельческое при реке Луге, дворов — 90, жителей — 496; церковь православная, часовня, школа, 2 лавки. (1885 год).

Зимой крестьяне уходили на заработки в Петербург, работали извозчиками, полотёрами, прислугой.
Согласно материалам по статистике народного хозяйства Лужского уезда 1891 года, имение при селении Малые Торошковицы площадью 529 десятин принадлежало действительному тайному советнику А. А. Половцеву, имение было приобретено частями в 1888 по 1889 годах за 10 877 рублей.
В XIX веке село состояло в Передольской волости 1-го стана Лужского уезда Санкт-Петербургской губернии, в начале XX века — 4-го стана.
По данным «Памятной книжки Санкт-Петербургской губернии» за 1905 год в Торошковичах проживали более 700 человек.

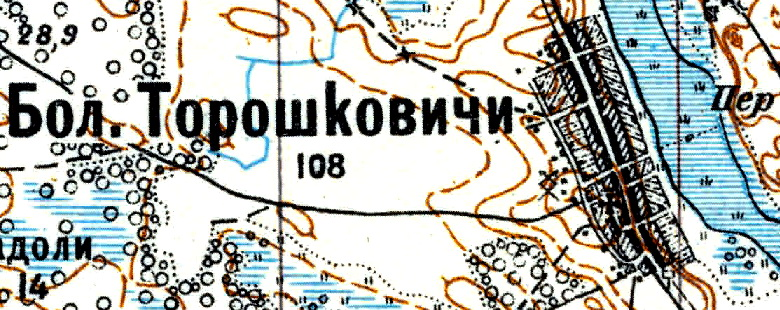
Село Большие Торошковичи на карте 1926 года

Согласно топографической карте 1926 года село называлось Большие Торошковичи и насчитывало 108 дворов, в южной части села находилась церковь. 

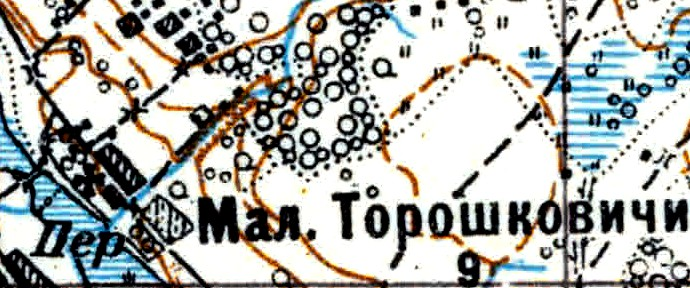
Деревня Малые Торошковичи на карте 1926 года

Выше по течению реки, на противоположном берегу находилась деревня Малые Торошковичи из 9 дворов.
По данным 1933 года село Торошковичи являлось административным центром Торошковского сельсовета Лужского района, в который входили 9 населённых пунктов: деревни Лунец, Новое Село I, Новое Село II, Потесы, Радоли, Ручьи, Филимонова Гора,  село Торошковичи и посёлок Герцена, общей численностью населения 1406 человек.
Согласно областным административным данным село называлось также Синявино.
По данным 1936 года в состав Торошковского сельсовета входили 10 населённых пунктов, 320 хозяйств и 8 колхозов.
В 1939 году возле деревни был построен военный аэродром, использовавшийся как истребителями ВВС РККА (до августа 1941 года), так и бомбардировщиками люфтваффе.  В настоящее время аэродром не используется.
C 1 августа 1941 года по 31 января 1944 года село находилось в оккупации.
В 1961 году население села Торошковичи составляло 235 человек.
По данным 1973 года в деревне Торошковичи располагалась центральная усадьба совхоза «Новое время».
По данным 1990 года в деревне Торошковичи проживали 1193 человека. Деревня являлась административным центром Торошковского сельсовета в который входили 10 населённых пунктов: деревни Заозерье, Новое Село-I, Новое Село-II, Петровские Бабы, Ручьи, Стрешево, Торошковичи, Филимонова Горка, Щегоща; посёлок Герцена, общей численностью населения 1422 человека.
В 1997 году в деревне Торошковичи Торошковской волости проживали 1085 человек, в 2002 году — 915 человек (русские — 94 %).
Согласно административным данным 2007 года население деревни Торошковичи Дзержинского СП составляло 1107 человек, в 2009 году — 1144.

## Церковь Воскресения Христова
Каменная церковь Воскресения Христова была построена на месте деревянной церкви. Имеется письменное свидетельство 1582 года, в котором упоминается церковь:
… село пусто, а в нем Церковь Воскресения Христова стоит без пения, хоромы сгнили и развалились. Престол разорен, свечи и книги поимали литовские люди.
В 1690 году крестьяне построили новую церковь, в 1846 она была обновлена, а в 1852 году сгорела во время большого пожара. При пожаре сгорели также все крестьянские дома. В 1855 года на пожертвования прихожан была построена новая деревянная церковь. Архитектором выступил Александр Саввин.
В 1905 году был освящён каменный храм, построенный по проекту Николая Никонова. В церкви был трехъярусный иконостас с иконами в позолоте, царские врата резной работы с позолоченными крестами. Роспись иконостаса выполнялась в Череменецком Иоанно-Богословском монастыре. В храме была двухъярусная люстра, множество икон и серебряных изделий для богослужений.
В 1939 году в здании церкви открылся клуб для летчиков. Купола и колокольню разрушили. Во время войны церковь была вновь открыта, прихожане собрали иконы. В 1959 году церковь была закрыта, иконы и церковное имущество было уничтожено.
Возрождение прихода началось в 1990 году. В восстановлении церкви принимали участие ГИОП Ленинградской области, Лужский абразивный завод. Прихожане и ключарь храма Ианнуарий продолжают восстанавливать церковь.
В деревне несколько лет работает церковная воскресная школа.

## Школа
Первая школа в деревне была открыта в 1882 году при церкви, через год открылась четырёхлетняя земская школа, в которой обучались 38 мальчиков и 16 девочек. В 1901 году в школе начал работать Алексей Дмитриевич Дмитриев. Он окончил семинарию в Гатчине. Алексей Дмитриев проработал в школе 56 лет, ему было присвоено звание заслуженного учителя РСФСР.
В 1926 году было построено новое здание школы и открыта школа крестьянской молодежи. Среди выпускников школы: Козлов Григорий Иванович (в 60-е годы председатель Леноблисполкома), его именем названа улица в Санкт-Петербурге и Торошковичах, Ф. А. Баранов (работал в правительстве Белорусской ССР во времена Машерова), Л. М. Карпов (главный ветеринарный врач ВДНХ СССР), В. И. Трубинский (профессор-лингвист), А. И. Дмитрешов (главный технолог военного завода в Ленинграде).
После войны в школу пришёл Никифоров Василий Иванович, ставший впоследствии её директором. При нём был организован школьный совхоз «Спутник», на заработанные в совхозе деньги ученики ездили на экскурсии по всей стране. Школа была неоднократно участницей ВДНХ.
В 1981 году было построено новое современное здание школы. В 1988 году школе присвоено имя А. Д. Дмитриева. С 1992 году школа стала средней, в 1997 году работает как комплекс «школа-детский сад». Это позволило сохранить в деревне дошкольное образование. Учащиеся школы ежегодно помогают бывшему совхозу, а сейчас ЗАО «Новое Время». 11 класс заканчивают примерно 10 человек. Адрес школы — переулок Школьный, д. 2.

## География
Деревня расположена в юго-восточной части района на автодороге 41К-142 (Луга — Медведь).
Расстояние до административного центра поселения — 20 км. Расстояние до районного центра — 25 км.
Расстояние до ближайшей железнодорожной станции Луга — 25 км.
Деревня находится на левом берегу реки Луга.

## Демография
| 1862 | 2007  | 2010  | 2017  |
| ---- | ----- | ----- | ----- |
| 528  | ↗1107 | ↗1121 | ↗1151 |

## Улицы
Береговая, Благодатная, Козлова, Луговой переулок, Мирная, Молодёжная, Новая, Полевой переулок, Садовая, Торговый переулок, Цветочная, Школьный переулок.